# Лас Анимас (окръг)
Окръг Лас Анимас (на английски: Las Animas County) е окръг в щата Колорадо, Съединени американски щати. Площта му е 12 367 km², а населението - 14 238 души (2017). Административен център е град Тринидад.